# Paraíso (canción)
"Paraíso" es una canción del músico argentino Luis Alberto Spinetta, interpretada por la banda Spinetta y los Socios del Desierto, incluida en el álbum homónimo de 1997, primero de la banda y 25º en el que tiene participación decisiva Spinetta. 
Spinetta y los Socios del Desierto fue un trío integrado por Marcelo Torres (bajo), Daniel Wirtz (batería) y Luis Alberto Spinetta (guitarra y voz). En 2013 la revista Rolling Stone incluyó el tema entre las cien canciones más importantes de Spinetta (#98).

## Contexto
El tema pertenece al álbum doble Spinetta y los Socios del Desierto, el primero de los cuatro álbumes de la banda homónima, integrada por Luis Alberto Spinetta (voz y guitarra), Marcelo Torres (bajo) y Daniel Wirtz (batería). El trío había sido formada en 1994 a iniciativa de Spinetta, con el fin de volver a sus raíces roqueras, con una banda de garaje. Los Socios ganaron una amplia popularidad, realizando conciertos multitudinarios en Argentina y Chile.
El álbum doble Spinetta y los Socios del Desierto ha sido considerado como una "cumbre" de la última etapa creativa de Luis Alberto Spinetta. El álbum fue grabado en 1995, pero recién pudo ser editado en 1997, debido a la negativa de las principales compañías discográficas, a aceptar las condiciones artísticas y económicas que exigía Spinetta, lo que lo llevó a una fuerte confrontación pública con las mismas y algunos medios de prensa.
El disco coincide con un momento del mundo caracterizado por el auge de la globalización y las atrocidades de la Guerra de Bosnia -sobre la cual el álbum incluye un tema-. En Argentina coincide con un momento de profundo cambio social, con la aparición de la desocupación de masas -luego de más de medio siglo sin conocer el fenómeno, la criminalidad -casi inexistente hasta ese momento-, la desaparición de la famosa clase media argentina y la aparición de una sociedad fracturada, con un enorme sector precario y marginado, que fue la contracara del pequeño sector beneficiado que se autodenominó como los "ricos y famosos".

## El tema
El tema es el segundo track del Disco 1 del álbum doble. Se trata de una canción de "ritmo aparentemente intrincado donde el Tuerto Wirtz se hace notar bajo una melodía que crece naturalmente", emparentada con los temas de Pelusón of milk, "pero con un áspero sonido de guitarra que vuelve al solo".
La letra hermética hace eje en la pérdida del paraíso y el tiempo. Relatada en segunda persona del singular, el poeta se dirige a una mujer, que tiene sus "manos en el paraíso", donde lucha "como Dios lo quiso". Frente a ella, Spinetta se pregunta, "ya que nada de esto es el paraíso, ¿cómo entenderás mi amor eterno?": 

El tiempo se desnuda
en años de mirarse bajo el árbol sin hablar
nos esperan en un pozo
donde todo surge, surge y se degrada
como en una larga historia.
Paraíso